# Jošio Kató
Jošio Kató (* 1. srpen 1957) je bývalý japonský fotbalista.

## Klubová kariéra
Hrával za JEF United Ichihara.

## Reprezentační kariéra
Jošio Kató odehrál za japonský národní tým v letech 1980-1981 celkem 8 reprezentačních utkání.

## Statistiky
| Japonsko | Japonsko | Japonsko |
| Roky     | Záp.     | Góly     |
| -------- | -------- | -------- |
| 1980     | 3        | 0        |
| 1981     | 5        | 0        |
| Celkem   | 8        | 0        |